# Betty Ong
Betty Ann Ong (5 février 1956 – 11 septembre 2001) est une hôtesse de l'air américaine.
Elle est connue pour son action à bord du vol 11 American Airlines, le premier avion détourné pendant les attentats du 11 septembre 2001. Peu de temps après le détournement, Ong le notifie à l'équipage au sol de la compagnie American Airlines, reste au téléphone pendant 25 minutes et relaie les informations essentielles qui conduisent à la fermeture de l'espace aérien par la FAA pour la première fois dans l'histoire des États-Unis,,,,.

## Biographie
Betty Ann Ong (chinois: 鄧月薇) est née le 5 février 1956 à San Francisco, d'une famille originaire de Chine,.
Avant les attentats du 11 septembre 2001, elle vit à Andover, dans le Massachusetts. Le 11 septembre 2001, elle est affectée au vol 11, qui la ramène à Los Angeles avant de partir en vacances à Hawaï avec sa sœur. Lors du détournement, elle utilise une carte téléphonique pour appeler le centre de réservations d'American Airlines opérations à partir de l'arrière cuisine de l'avion ; elle s'identifie et alerte le superviseur que l'avion vient d'être détourné. Avec sa collègue Madeline Amy Sweeney, elle donne le numéro de siège des trois pirates de l'air. Au cours de son appel, elle signale qu'aucun des membres de l'équipage n'arrive à entrer en contact avec le poste de pilotage, ni à ouvrir les portes et qu'un passager (Daniel M. Lewin) ainsi que deux membres du personnel de bord (Karen Martin et Bobbi Arestegui) ont été poignardés. Elle indique supposer que quelqu'un a pulvérisé de la bombe d'auto-défense en classe affaires,,. Le vol 11 American Airlines entre en collision avec la tour nord du World Trade Center, entraînant la mort de toutes les personnes à bord.

## Postérité

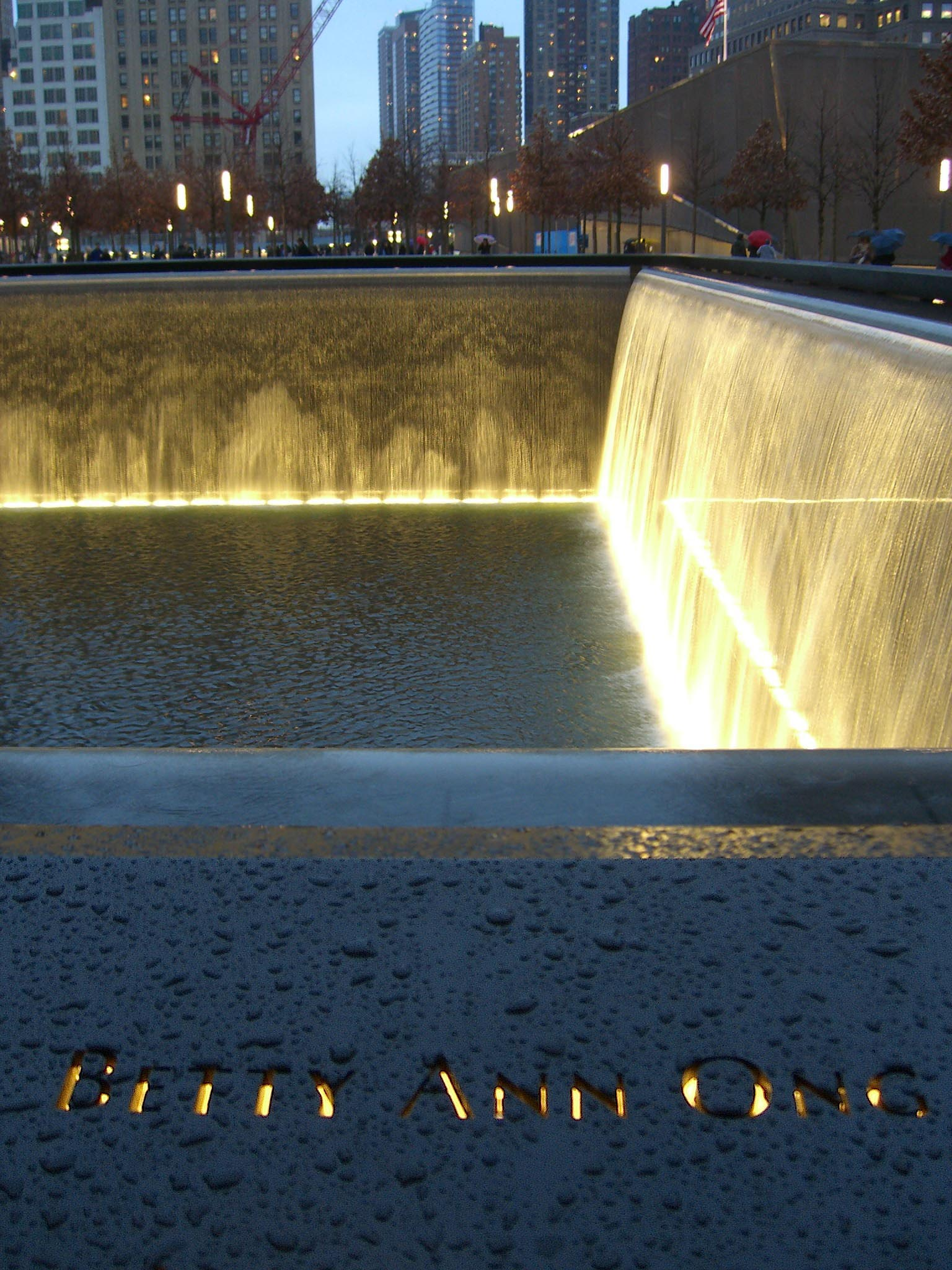
Panneau N-74 du mémorial du 11 Septembre.

Le 21 septembre 2001, près de 200 membres de la communauté sino-américaine de San Francisco se réunissent dans un petit parc pour rendre hommage à Betty Ong. Le maire de San Francisco, Willie Brown, fait un discours honorant ceux qui sont morts dans la tragédie et proclame le 21 septembre le « Jour de Betty Ong ».
En 2002, le prix Madeline Amy Sweeney de la Bravoure civile, créé à cette occasion et décerné chaque 11 septembre, est attribué à Betty Ong et Madeline Amy Sweeney.
En 2011, le centre social du Chinatown de San Francisco, où elle jouait enfant est rebaptisé en son honneur : Betty Ann Ong Chinese Recreation Center,,.
Le nom de Betty Ong est présent sur le mémorial du 11 Septembre consacré le 11 septembre 2011.
Betty Ong est également commémorée sur la Gold Mountain, une fresque dédiée aux contributions de la communauté chinoise à l'histoire américaine à Romolo Place à North Beach, une rue où elle jouait enfant.
La Fondation Betty Ann Ong, association à but non lucratif de charité publique, est créée pour « éduquer les enfants aux retombées positives de l'activité physique et des habitudes alimentaires saines et donne l'occasion aux enfants de faire l'expérience de la vie à l'extérieur afin qu'ils puissent se développer pour devenir des individus vivant sainement ».
Dans la mini-série Destination 11 Septembre, Betty Ong est interprétée par Jean Yoon, à partir de l'épisode deux de la saison 1 de Zero Hour.
Un long extrait de l'appel d'Ong à l'administration centrale est utilisée au début du film Zero Dark Thirty en 2012. Cet extrait est utilisé sans mention de la source et sans le consentement de sa famille, qui demande alors à la Warner, le distributeur américain, de faire un don de charité en son nom, de la créditer, rectifier sur son site web et sur la version vidéo que la famille ne cautionne pas la torture (dépeint dans le film lors de la chasse à Oussama ben Laden), et de reconnaître ces choses lors de la 85e cérémonie des oscars.

## Appel téléphonique
L'appel entre Betty Ong, Nydia Gonzalez du centre d'opération d'American Airlines (spécialiste des opérations de service le 11 septembre) et la ligne d'urgence d'American Airlines dure huit minutes et vingt-six secondes. Il commence au milieu d'une phrase de Betty Ong, sa voix étant audible uniquement pendant les quatre premières minutes.